# Savannes
Savannes es una localidad de Santa Lucía que forma parte del distrito de Micoud.